# Abchazská národní strana
Abchazská národní strana (abchazsky Аԥсны жәлар рпартиа, rusky Народная партия Абхазии, НПА) je politická strana v Abcházii, jež vznikla 20. března 1992. Jedná se o nejstarší, do současnosti nepřetržitě fungující politickou stranu v Abcházii, v jejíž řadách je registrováno více než 1000 členů.

## Dějiny
Abchazská národní strana byla založena v průběhu bouřlivého roku 1992, kdy začala horká fáze gruzínsko-abchazského konfliktu. Avšak první, stále ještě neformální sjezd budoucích členů této strany se konal v prostorách Abchazského divadla v Suchumi již v listopadu 1991. Oficiálně Abchazská národní strana vznikla na své ustavující schůzi až 20. března 1992 a rychle byly založeny stranické buňky ve většině okresů Abcházie. Vedení strany tvoří celkem čtyřicet osob, které ji spravují coby „politsovět“ v mezidobí jednotlivých sjezdů. Z nich je pak devět osob členy prezídia politsovětu, jež je výkonným orgánem, zabývá se každodenními záležitostmi a dohlíží na konzistentnost práce řadových členů politsovětu. Dále ve straně funguje pětičlenná kontrolní a revizní (Apsuarní) komise (Аԥсуареи Аламыси Ркомитет), dohlížející na čestnost jednání členů strany.
Po válce v Abcházii v letech 1992 až 1993 se strana převážně mladých lidí zaměřila na pojmenování a upozorňování na nejpalčivější problémy mladé Republiky Abcházie, o kterých členové strany mluvili nahlas a publikovali je prostřednictvím stranických novin Kjaraz. Spolu s kritikou navrhovali i konstruktivní řešení problémů vládnoucí moci. Vývody publikované v Kjarazu byly nezávislými mimopolitickými odborníky a pozorovateli hodnoceny kladně pro svou analytičnost, otevřenost a nezávislost. Na svém čtvrtém sjezdu si delegáti strany zvolili za předsedu šéfredaktora Kjarazu Jakuba Lakobu, který je předsedou do současnosti. V době, kdy byl Lakoba v letech 1998 až 2004 členem zastupitelstva hlavního města Suchumi, začala být Abchazská národní strana díky jeho aktivnímu vystupování více vidět na veřejnosti a přiměl obyvatelstvo, aby se vážně zabývalo důležitými problémy sužující městský rozpočet, kontrolní mechanismy nakládání s prostředky města a s městským majetkem, zda jsou tvořeny místní samosprávy v souladu se zákonem, a zda jsou správně organizovány policejní hlídky a poštovní služba. Přesto však ale strana nebyla až do roku 1999 oficiálně registrovaná, a to kvůli nečinnosti předešlého vedení strany. Registraci stihla včas, aby mohla jako jediná strana v Abcházii nominovat bývalého ministra zahraničí Leonida Lakerbaju do prezidentských voleb v témže roce, s úkolem vyzvat k politickému souboji dosavadního prvního prezidenta Abcházie Vladislava Ardzinbu, jenž byl dosud politicky nedotknutelný. Avšak vládní moc zareagovala tak, že zrušila udělení registrace strany, tudíž byla nominace Lakerbaji neplatná, a tak Ardzinba obhajoval mandát bez účasti protikandidáta. Až teprve po volbách byla strana konečně zaregistrovaná, s využitím totožných dokumentů jako poprvé.
Strana si musela počkat do dalších prezidentských voleb v roce 2004 a postavila v nich jako svého kandidáta svého předsedu Jakuba Lakobu Avšak Lakoba ve volbách skončil poslední s méně než 1 % hlasů, a pak se stejně musely opakovat kvůli politické krizi.
Dne 30. ledna 2008 oznámil předseda strany Jakub Lakoba podpis dohody o spolupráci mezi Abchazskou národní stranou a nově vznikající Stranou ekonomického rozvoje Abcházie. Dne 10. července 2013 navázala strana spolupráci s dalšími opozičními stranami vůči vládnoucí moci prezidenta Aleksandra Ankvaba: s Jednotnou Abcházií, s Fórem pro Jednotnou Abcházii, se Stranou ekonomického rozvoje Abcházie a s několika dalšími veřejnými organizacemi. 29. února 2016 se Abchazská národní strana stala zakládajícím členem politického uskupení Rada pro národní jednotu Republiky Abcházie, jež sjednocuje politické strany a hnutí, které deklarují, že nejsou ani provládní ani opoziční.